# Trampling
Trampling é um fetiche que consiste no ato de um indivíduo ser pisado por uma ou mais pessoas, sendo o mais comum uma mulher pisando num homem. As pessoas adeptas desse fetiche podem andar, pisar e em alguns casos até pular, descalça ou não, em várias partes do corpo do praticante submisso, como peito, barriga e até mesmo cabeça e órgãos genitais. O uso de salto-alto também é comum para a realização deste fetiche.
O trampling é geralmente associado à podolatria e ao fetichismo de sapatos. E por ser um fetiche capaz de causar dor, ele também é muitas vezes associado ao sadomasoquismo.